# Konanchuo (métro de Yokohama)
Konanchuo (港南中央駅, Kōnan-chūō-eki) est une station du métro de Yokohama au Japon. Elle est située dans l'arrondissement de Kōnan à Yokohama.

## Situation ferroviaire
La station est située au point kilométrique (PK) 12,7 de la ligne bleue du métro de Yokohama.

## Histoire
La station a été inaugurée le 4 septembre 1976.

## Service des voyageurs

### Accueil
La station est ouverte tous les jours.

### Desserte
- Ligne bleue :
  - voie 1 : direction Shonandai
  - voie 2 : direction Azamino